# Komando (film)
Komando je americký akční film. V hlavních rolích hrají Arnold Schwarzenegger, Rae Dawn Chong a Alyssa Milano.

## Děj
Bývalý velitel elitní bojové jednotky plukovník John Matrix (Arnold Schwarzenegger) žije v izolaci od ostatních lidí, pouze se svoji dcerou Jenny (Alyssa Milano). Je však objeven ve svém horském domě a napaden žoldáky exdiktátora Ariuse, kterého Matrix svrhl z funkce. Ti následně zahájí útok na jeho dům a když si jde Matrix pro své zbraně na obranu, jeho milovanou dceru Jenny unesou a žádají o spolupráci na zavraždění prezidenta Velasqueze z jihoamerického státu Val Verde a svržení tamní demokratické vlády. Matrix však vyskočí z rolujícího letadla, které jej mělo dovézt do Val Verde. Před výskokem z letadla však ještě zabije černocha, který jej doprovázel na rozkaz únosců jeho dcery. Poté pronásleduje Sullyho, který ho doprovodil na letiště a pomocí něj chce zjistit místo, kde drží Jenny. Do cesty se mu však připlete mladá letuška (Rae Dawn Chong) . Matrix hledá dceru společně s letuškou, musí ji ale najít do 11 hodin – než přistane letadlo, kterým měl letět.

## Zajímavosti
- Ve filmu byla použita replika „Já se vrátím“ (anglicky „I'll be back“).
- jihoamerický stát Val Verde je fiktivní a objevil se v několika dalších filmech.
- V roce 2008 byl v Rusku natočen remake s názvem Den D, režírovaný Michailem Porečenkovem, který si zahrál i hlavní roli.

## Dabing
V roce 1993 tento film vyšel v Českém jazyce, kdy hlavní roli namluvil Jiří Zavřel, Cindy Zuzana Schulzová, Jenny Klára Šumanová a Bennetta Jan Schánilec. Tento dabing vyšel na VHS, DVD, Blu - Ray a poté se začal film vysílat v TV Prima a TV JOJ.
V roce 1995 tento film se začal vysílat v TV Nova, kdy hlavní roli namluvil Pavel Soukup, Cindy Magda Reifová, Jenny Monika Černá a Bennetta Bedřich Šetena.
V roce 2006 pod režisérem Jiřím Kodešem vyšel moderní dabing, kdy hlavní roli opět namluvil Pavel Soukup, Cindy Jitka Ježková, Jenny Terezie Taberyová a Bennetta Libor Hruška. Tento dabing se vysílá pouze v TV Prima.